# Франко Оксана Омелянівна

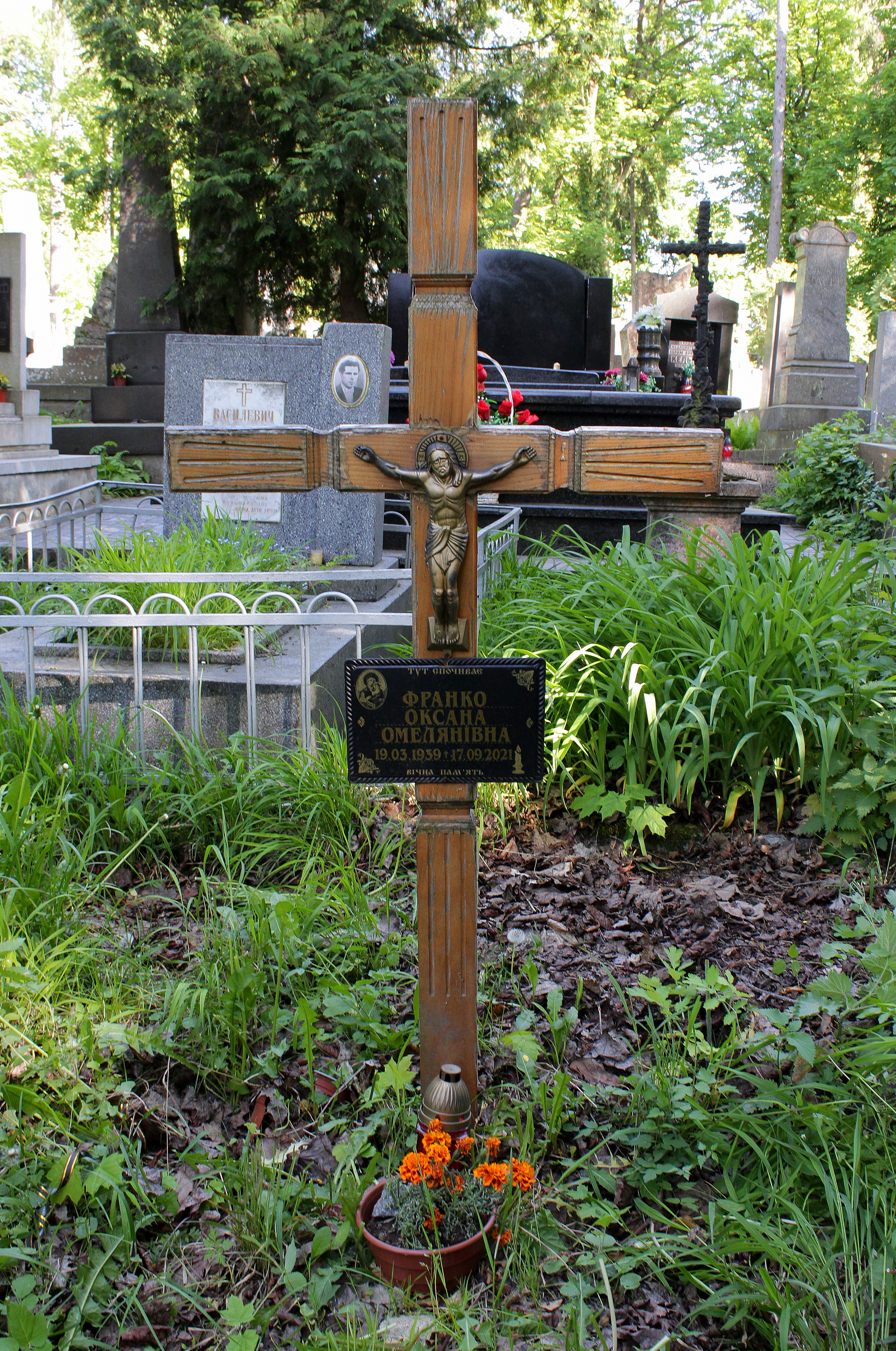
Могила Оксани Омелянівни Франко.

Оксана Омелянівна Франко (19 березня 1939, с. Підгірки, нині в складі м. Калуш, Івано-Франківська область — 17 вересня 2021, м. Львів) — український історик, етнолог, архівіст, педагог, громадський діяч, доктор історичних наук (2000), професор (2004). Дійсний член НТШ. Почесний громадянин м. Калуш (1997). Дружина Дмитра Данилюка; онука Онуфрія Франка, брата Івана Франка.

## Життєпис
Оксана Франко народилася 19 березня 1939 року в селі Підгірках (нині однойменний мікрорайон м. Калуша) у родині Омеляна Франка й Анни Тацуняк.
Навчалася в Калуській середній школі № 1 (1955). Закінчила історичний факультет Львівського державного університету (1960). У 1995 році проходила стажування в Європейському центрі Наукового товариства імені Шевченка в Парижі (Сарсель).
Працювала науковцем центральних державних архівів (1960—1968), старшим науковим співробітником, завідувачем відділу Центрального державного історичного архіву в Києві (1968—1975), завідувачем Наукового архіву Інституту археології (1975—1990).
Від 1991 — у Львівському національному університеті імені Івана Франка: доцент (1994), професор (2004) катедри історії та етнографії України (згодом реорганізована в катедру етнології); член Вченої ради історичного факультету. Входила до складу редколегій наукових видань.
Померла 17 вересня 2021 року у Львові. Похована 20 вересня 2021 року на 4 полі Личаківського цвинтаря.

### Громадська діяльність
1976 року разом із правозахисниками Мирославом Мариновичем, Миколою Матусевичем, Ольгою Гейко-Матусевич, Надією Світличною відвідала могилу художниці та дисидентки Алли Горської на Берковецькому цвинтарі.
1992 року разом із сином Андрієм організувала Музей-оселю родини Івана Франка в Калуші, для якого передала власний будинок.

## Доробок
Автор понад 200 наукових публікацій, монографій, 20 оглядів архівної спадщини видатних українських археологів, серед них: Федір Вовк, Данило Щербаківський, Вікентій Хвойка, Сергій Гамченко, Володимир Грінченко, Микола Макаренко, Дмитро Яворницький. Уперше назвала імена та надрукувала матеріали репресованих і заборонених у 1930—1940-х роках вчених-археологів: Миколи Макаренка, Петра Курінного, Євгенії Козловської, Вадима Щербаківського, Федора Козубовського. Також працювала з надбаннями Івана Франка, Володимира Гнатюка та інших.
Видала монографії «Федір Вовк» (1997), «Федір Вовк — вчений і громадський діяч» (2001). Співавтор видань «Кирило-Мефодіївське товариство» (у 3-х томах, 1990), «Щоденник О.Ф. Кістяківського» (у 2-х томах, 1994; 1995), «Українське національне відродження в документах та мемуарах» (1996), «Листування Федора Вовка з Володимиром Гнатюком» (2001). Один з упорядників додаткових 51—53 томів до видання «І. Франко. Зібрання творів у 50-ти томах» (2008).
Захистила докторську дисертацію «Наукова та суспільно-політична діяльність Федора Кіндратовича Вовка» (2000).
Учасниця археологічних експедицій; організатор наукової конференції «Тарас Шевченко і археологія», виставок наукових та художніх праць, зустрічей.

## Нагороди
- почесний громадянин м. Калуш (1997) — за значний внесок у становлення української державності та видатні особисті заслуги в розбудові міста;
- медаль Президії Верховної Ради УРСР «В пам'ять 1500-річчя Києва» (1983);
- відзнака «Незалежності України — 10 років» (2001);
- почесна грамота Головного управління туризму і культури Івано-Франківської ОДА (2007).